# John Tanner
Johnathan Tanner (referenciado como John Tanner ou simplesmente Tanner) é um personagem fictício da série de jogos eletrônicos Driver. Foi criado pela Reflections Interactive (hoje Ubisoft Reflections), com o personagem assumindo o papel de protagonista em quase todos os jogos principais da franquia, exceto Driver: Parallel Lines e Driver 76. Tanner é descrito como um policial disfarçado no primeiro Driver, posteriormente evoluindo para um detetive policial ao longo dos jogos.[carece de fontes?]
O personagem foi interpretado originalmente por Bradley Lavelle e posteriormente por Michael Madsen e Demetri Goritsas em capítulos futuros da série Driver. John Tanner é o personagem personagem controlado pelo jogador nos jogos principais Driver: You Are the Wheelman, Driver 2, Driv3r e Driver: San Francisco, também sendo protagonista no spin-off Driver: Renegade e nos capítulos mobile da franquia, Driver: Vegas e Driver: LA Undercover. Por conta disso, Tanner se tornou o principal rosto e personalidade central de sua franquia, retornando mais recentemente em Driver Speedboat Paradise como deuteragonista.

## Atributos

### Personalidade

Cena in-game de John Tanner.

Tanner foi um personagem criado originalmente para ser silencioso e frio, como "um verdadeiro detetive policial". Durante os eventos do primeiro Driver, o personagem ganha uma manchete de "o homem mais perigoso" nos jornais das cidades, com até mesmo um close do rosto, após enfrentar a polícia local, algo que os que desenvolvedores da Reflections Interactive usaram para expressar um lado agressivo e impulsivo de John Tanner. O visual geral do personagem foi alterado moderadamente, com o estilo social de um terno preto sendo algo trazido para Driver 2 e mantido na sua sequência, Driv3r. Algo que característico e sempre mantido ao personagem é seu veículo, o Dodge Challenger R/T, que junto do próprio Tanner, se tornaram marca registrada da série.
Em Driver 2, Tanner se torna um personagem mais aberto para falar com os outros (provavelmente porque ele não está agindo disfarçado, permitindo que ele fale livremente), expressando suas opiniões de acordo com o decorrer da trama, algo bastante elogiado por críticos e jogadores. No Driv3r, o personagem toma uma atitude mais sombria, não falando muito, especialmente em torno de Calita e sua turma, porém agindo de maneira suave com Tobias Jones, Vauban ou Dubois. Em Driver: San Francisco, o personagem ganha o seu maior número de falas em toda a série, se comunicando quase sempre. Aqui, seu temperamento é menos violento, algo que a Ubisoft Reflections alterou para dar mais carisma a persona de Tanner, o que torna o personagem mais emotivo e abalado mentalmente. No jogo, John é mais transparente e aberto a falar dos seus pensamentos e sentimentos, onde muito desses momentos sendo retratados nas piadas sarcásticas que John faz quase o tempo todo, comportamento que ele nunca apresentou antes na série.

### Aparência física
Nos três primeiros jogos, John mantém uma aparência quase sem alterações, sendo um homem caucasiano de cabelo preto cortado e olhos azuis, tendo a barba e bigode sempre por fazer. Para Driver: San Francisco, houve algumas mudanças no personagem; Tanner ganhou um pouco mais de massa muscular e traços de envelhecimento, mostrando sua transição para a meia idade, com marcas de expressão na testa e olhar mais expressivo sendo visíveis. Isso gerou comparações positivas nos meios jornalísticos da mídia de videogames, notando uma similaridade visual de Tanner com Chris Redfield em Resident Evil 5. Pelos faciais também foram acrescentados ao rosto de John, como restolhos de barba. Em todos os jogos, John Tanner possui 1,88 metros de altura (6' 2").

## Aparições

### Série principal

#### Driver: You Are the Wheelman
John Tanner aparece pela primeira vez como protagonista de Driver: You Are the Wheelman, jogo inicial da franquia, como um detetive do NYCPD e anteriormente corredor de rua que é enviado disfarçado pelo tenente McKenzie para investigar um sindicato do crime liderado por Castaldi; McKenzie instrui Tanner a ir para Miami e encontrar um cafetão chamado Rufus. Depois de chegar a Miami, Tanner usa suas habilidades de direção para provar seu valor para alguns gangsteres em um estacionamento e se torna seu motorista de fuga. Tanner vai para São Francisco, onde finalmente conhece Castaldi e começa a trabalhar diretamente para ele. Ele também conhece Rusty Slater, seu ex-rival de corrida, que também trabalha para Castaldi. Tanner descobre mais tarde que Castaldi está trabalhando com um homem chamado Don Hancock, que está concorrendo à presidência. Mais tarde, ele suspeita que Slater o estava espionando e destruiu o carro de Slater durante uma perseguição, resultando na prisão de Slater.

#### Driver 2
Mais uma vez como protagonista, em Chicago, Pink Lenny se encontra com um brasileiro tatuado em um bar. Dois gangsteres entram de repente no bar e abrem fogo contra eles; Lenny foge, mas o brasileiro é morto. Seu corpo é posteriormente examinado em um necrotério pelos policiais John Tanner e Tobias Jones (amigo e parceiro de Tanner). As tatuagens do homem indicam que ele trabalhava para Alvaro Vasquez, líder de uma organização criminosa brasileira. Depois disso, Tanner e Jones são enviados disfarçados para investigar o envolvimento de Lenny na recente violência de gangues em Chicago. Eles interrogam uma testemunha do tiroteio no bar, que explica que Lenny costumava trabalhar como lavador de dinheiro para Solomon Caine, um mafioso de alto escalão com operações em Chicago e Las Vegas. Além disso, é revelado que Lenny fez um acordo com Vasquez, o maior rival de Caine. Tanner e Jones mais tarde seguem um dos homens de Vasquez até um depósito, onde encontram hardware que foi enviado de Cuba.

#### Driv3r
Os agora agentes secretos do FBI John Tanner e Tobias Jones são enviados a Miami para investigar o cartel de "South Beach" liderado por Calita Martinez e seus associados Lomaz e Bad Hand. Quando os agentes notam a recente aquisição de carros roubados pelo cartel, eles suspeitam que estão trabalhando para outra pessoa para cumprir um pedido importante. Para determinar onde será feito o negócio dos carros, Tanner se faz passar por um leme e se infiltra no cartel, recuperando um carro de uma gangue rival. Depois de impressionar Calita e ganhar sua confiança com uma série de tarefas, Tanner é designado para assassinar "The Gator" por trair o cartel. Pouco depois, os dois são capturados pelo cartel e encontram seu chefe, Charles Jericho. Depois de revelar a identidade de Tanner, Jericho começa a usar sua arma para assassinar Dubois, com a intenção de incriminá-lo pelo crime. Tanner consegue escapar e faz contato com Vauban sobre para onde os carros estão sendo enviados, mas dá poucos detalhes sobre a morte de Dubois. Eles viajam para Istambul, onde Tanner acompanha Jericho para uma reunião com o Bagman, um intermediário que organiza a venda dos carros para criminosos russos. Ouvindo por acaso que The Gator sobreviveu ao seu assassinato, Tanner pede a Jones para recolhê-lo antes que ele seja morto pelo povo de Jericho, e The Gator oferece informações sobre o negócio em troca de sua segurança.

#### Driver: San Francisco
Depois de alguns anos ausente da série, John Tanner retorna em Driver: San Francisco como protagonista, jogo que se passa após os eventos de Driv3r. Após John Tanner ser submetido a uma cirurgia junto do criminoso Charles Jericho, o último escapa de um hospital turco e foge de volta para os Estados Unidos. Depois disso, Tanner e seu parceiro Tobias Jones conseguiram localizá-lo e prendê-lo em San Francisco. No dia de seu julgamento, Jericho encena uma fuga de seu comboio da prisão, dominando seus guardas e eliminando a escolta policial. Enquanto monitoram a rota do comboio, Tanner e Jones testemunham a fuga e o perseguem depois que ele assume o controle da van da prisão. Enquanto Jericho os embosca e tenta atropelá-los com a van, Tanner escapa em uma rua com tráfego pesado que resulta em um acidente devastador, colocando-o em coma. O jogo inteiro se passa dentro da mente em coma de Tanner, com o personagem percebendo que está ouvindo vozes em sua cabeça a respeito de um acidente, mas sem entender o que aconteceu.

### Jogos derivados
Fora os 4 dos 5 jogos principais da série, John Tanner apareceu em spin-offs e títulos derivados, para portáteis e celulares. Os enredos para esses jogos não têm efeito no enredo principal e não são refletidos de forma alguma entre eles.

#### Driver: San Francisco (Wii)
Contando eventos antes do Driver original de 1999, John Tanner é um policial novato. Seu parceiro, Alvarez, é morto em uma perseguição em alta velocidade. Tanner vai disfarçado com Tobias Jones para pegar seu assassino. Ele ganha a confiança de Solomon Caine e sua equipe de Bay Street. Depois de descobrir que Caine matou Alvarez, Tanner finalmente captura Caine. Não se sabe se este jogo é ou não canônico para a série principal.

#### Driver: Renegade 3D
Ocorrendo entre os eventos de Driver e Driver 2, John Tanner deixa o NYPD e perde a fé no sistema policial corrupto. Depois de sair, Tanner se candidata a uma vaga na Oak Lions Security, mas é recusado. De repente, tiros são disparados e um homem é visto sendo sequestrado. Tanner persegue o sequestrador e o mata com um pé de cabra. A vítima acabou sendo o senador de Nova Iorque, Andrew Ballard. Ballard oferece Tanner para ajudá-lo a limpar o crime na cidade por todos os meios possíveis. Seus principais alvos são Jonah Ramsey, um traficante de drogas, John Woodworth, um homem que dirige uma rede de prostituição, Leonard Ashton, um vigarista, Lena Robbins, uma traficante de armas, e o Dr. Lewis, um traficante de órgãos corrupto. Tanner concorda em ajudar Ballard e encontrar o líder dos criminosos. Ele tem permissão para usar todos os meios necessários para matar os senhores do crime. Depois de descobrir que o próprio Ballard é o líder da campanha, ele o persegue e o prende. Não se sabe se este jogo é ou não canônico para a série principal.

#### Driver Speedboat Paradise
John aparece no jogo como um personagem coadjuvante/deuteragonista ao invés de um protagonista. O plot central do jogo é centrado após os eventos finais de Driver: San Francisco, quando Tanner diz que após seu último coma, caso sofra de outro, gostaria que fosse envolta de barcos e corridas com lanchas. 

#### Driver: VegaseDriver L.A. Undercover
Driver: Vegas acontece após o término de Driv3r, com John Tanner no pronto-socorro. Seu coração dispara e ele acorda, decidindo ir atrás de Jericho, o criminoso que ele falhou em matar no final de Driv3r. Para fazer isso, ele deve viajar para Las Vegas, Nevada. A história de L.A. Undercover começa dois anos depois de Vegas. Tanner surpreendentemente parece mais jovem e durante os dois anos foi piloto de corrida. 'Chuck', o chefe de polícia, o reempregou não porque ele quer Tanner de volta, mas porque o QG o quer de volta. Ele vai disfarçado para derrubar a Máfia de Los Angeles, subindo na escada. Ele começa provando a si mesmo para Slick E. que então leva Tanner até sua chefe, Mme Babs, que o leva até o chefe do crime da Máfia de Los Angeles, Don Lug. Ambos jogos não são canônicos para o enredo da franquia, uma vez que Driver: San Francisco é a sequência canônica dos eventos de Driv3r.

## Recepção

Cutscene em modo de pré-renderização exibindo o rosto de John Tanner em Driver: San Francisco.

O personagem John Tanner foi aclamado pela crítica. A revista de videogames Game Informer descreveu o personagem como "explosivo e divertido" no primeiro capítulo da franquia Driver em 1999. Mike Fahey do Kotaku diz que Tanner é um personagem imprudente, heroico e enfurecido, elogiando a evolução da trama e da personalidade do personagem ao longos dos jogos. Falando de Driver: San Francisco, o jornal britânico The Telegraph refere-se a John Tanner como um "demônio da velocidade e super policial pronto para garantir o bem", também citando que o enredo sobrenatural e esperançoso do jogo ajuda a evoluir o caráter de Tanner ao de um "herói imparável." Eric Swain do Gamasutra compara o personagem John Tanner ao impulsivo e existencial protagonista do aclamado filme Drive (2011) interpretado pelo ator Ryan Gosling, referenciando Tanner como um "fodão quase imparável". GamesRadar+ descreve o personagem como "sexy, fofo e impulsivo", citando-o como "um bom policial empenhado em proteger sua cidade".
O tipo físico de Tanner também atraiu comentários, com a Absolute PlayStation dizendo que o personagem "obviamente foi tirado direto dos filmes. Ele é Dirty Harry. Ele é o Mad Max! Na verdade, ele é qualquer pessoa que vive puramente para seu trabalho, que quebra todas as regras do livro e, é claro, odeia seu chefe!".  A D-Pad Magazine diz que o porte de Tanner ajuda o personagem a transparecer melhor o seu estilo "estranhamente animado" e brincalhão com seu amigo e parceiro, Tobias Jones, personagem que ajuda a manter o pavio curto de John de maneira controlada. Cameron Lewis do Official Xbox Magazine elogia o estilo vingativo de John Tanner em Driver: San Francisco, algo colaborado pela sua natureza bruta e impulsiva de agir.
John Tanner ganhou ainda mais destaque quando a desenvolvedora rival Rockstar Games, dona da série Grand Theft Auto, recriou o personagem de Tanner no terceiro capítulo da série lançado em 2001, com Tanner aparecendo na missão "Two-Faced Tanner" na qual o alvo homônimo é descrito por um personagem como um "policial disfarçado estranhamente animado" que é "inútil fora de seu carro", criando uma rivalidade entre aparições do personagem em futuros episódios GTA, fazendo com que a desenvolvedora de Driver, Reflections Interactive, revidasse criando uma missão onde o protagonista de Grand Theft Auto III é satirizado em Driv3r. O estilo visual de John em Driver: San Francisco também virou referência masculina durante o ano de 2012, fazendo com que a jaqueta de couro preto e branco que é utilizada pelo personagem no jogo se torne uma "identidade de roupa" padrão por muito tempo na indústria de jogos.